# Julien Siesse
Julien Siesse, né en 1983, est un égyptologue français.

## Biographie
Après ses études au lycée Élysée Reclus de Sainte-Foy-la-Grande, Julien Siesse passe un DEUG d’histoire de l’art et d’archéologie a l'université Bordeaux-Michel de Montaigne. Il rejoint ensuite l'université Paris-Sorbonne pour une licence d’archéologie puis une maîtrise d’archéologie égyptienne (thèse « Le règne de Sobekhotep IV Khanéferrê – XIIIe dynastie ») et un master 2 d’archéologie égyptienne (thèse « Le règne de Néferhotep Ier Khasékhemrê – XIIIe dynastie ») et enfin un doctorat d’égyptologie (thèse « La XIIIe dynastie : aspects politiques, économiques et sociaux »).
Il est spécialiste de la fin du Moyen Empire et de la Deuxième Période intermédiaire, en particulier la XIIIe dynastie. Il propose une vision nouvelle de l'histoire de la XIIIe dynastie, qui marque l'apogée du Moyen Empire sur le plan administratif.
Il est l’administrateur scientifique de la base de données des collections au Département des antiquités égyptiennes du musée du Louvre depuis 2016.

### Responsabilités scientifiques
- 2006-2007 : Membre de la mission du temple d’Osiris à Karnak (CFEETK) ;
- Depuis 2020 : Membre de la « mission des Petits Souterrains » du Sérapéum de Saqqarah.

## Publications
- La XIIIe dynastie. Histoire de la fin du Moyen Empire égyptien, préface de Dominique Valbelle, Presses de l'université Paris-Sorbonne, 2019, 513 p.,  (ISBN 979-10-231-0567-4).
- Montouhotep-Resséneb : un gouverneur oublié d’Éléphantine du milieu de la XIIIe dynastie, BSFE, no 202.
- Les stèles du Moyen Empire à Abydos Osiris et les chapelles mémorielles de la « terrasse du grand dieu », Égypte, Afrique et Orient, Supplément no 10 : Pharaon, Osiris et la Momie, 2020, p. 33-44.
- À propos de quelques éléments inédits du mobilier funéraire de Soutymès (début XXIe dynastie), RdE no 70, 2020.
- Nouvel éclairage sur une famille de l’élite thébaine de la XXIe dynastie : les supérieurs des scribes de temple du domaine d’Amon Nesimen, Horemakhbit et Imenhetep, RdE no 69, 2019, p. 195-229.
- Djedhéteprê Dedmésou et Djednéferrê Dédoumès : attribution des sources et nouvelles datations, Revue numérique d’égyptologie NeHet no 4, 2016, p. 123-134.
- avec Simon Connor, Nouvelle datation pour le roi Sobekhotep Khâânkhrê, RdE no 66, 2015, p. 227-247.